# Wyborg (stacja kolejowa)
Wyborg – stacja kolejowa w Wyborgu, w Rosji. Stacja położona jest na linii Petersburg-Helsinki.